# روم سيرفس
Room Service هو ألبوم روك للمغني الكندي برايان آدمز. صدر في 19 أكتوبر 2004 بعد عمل لمدة تقارب العامين. تعتبر أغنية "Open Road" أشهر أغاني الألبوم حيث احتلت المركز الأول في سباق أغنيات روسيا، والمركز الخامس عشر في المملكة المتحدة. الأغنية المنفردة التالية من الألبوم هي "Flying" ثم "Room Service". كما أطلق برايان آدمز أغنية "This Side of Paradise" في الولايات المتحدة الأمريكية. في سبتمبر 2005 أختيرت أغنية "Open Road" لتعرض في برنامج "50 States in 50 Days" التابع لإي إس بي إن (ESPN) سبورتس سينتر. كما احتل الألبوم المراكز الأولى في أوروبا في فترة طرحه من حيث المبيعات.

## قائمة الأغاني
1. East Side Story
2. This Side Of Paradise
3. Not Romeo Not Juliet
4. Flying
5. She's A Little Too Good For Me
6. Open Road
7. Room Service
8. I Was Only Dreamin
9. Right Back Where I Started
10. Nowhere Fast
11. Why Do You Have To Be So Hard To Love
12. Blessing In Disguise (المملكة المتحدة واليابان)